# سایمون رویس
سایمون رویس (انگلیسی: Simon Royce؛ زادهٔ ۹ سپتامبر ۱۹۷۱) بازیکن فوتبال اهل بریتانیا است.
از باشگاه‌هایی که در آن بازی کرده‌است می‌توان به باشگاه فوتبال چارلتون اتلتیک، باشگاه فوتبال منچستر سیتی، باشگاه فوتبال گیلینگام، باشگاه فوتبال برنتفورد، باشگاه فوتبال هیبریج، باشگاه فوتبال کویینز پارک رنجرز، باشگاه فوتبال ساوتند یونایتد، باشگاه فوتبال برایتون اند هوو آلبیون، باشگاه فوتبال لستر سیتی، و باشگاه فوتبال لوتون تاون اشاره کرد.